# Паршовиці
Паршовиці (пол. Parszowice, нім. Porschwitz) — село в Польщі, у гміні Шцинава Любінського повіту Нижньосілезького воєводства.
Населення — 431 особа (2011).
У 1975-1998 роках село належало до Легницького воєводства.

## Демографія
Демографічна структура станом на 31 березня 2011 року:
|          | Загалом | Допрацездатний вік | Працездатний вік | Постпрацездатний вік |
| -------- | ------- | ------------------ | ---------------- | -------------------- |
| Чоловіки | 225     | 49                 | 163              | 13                   |
| Жінки    | 206     | 39                 | 121              | 46                   |
| Разом    | 431     | 88                 | 284              | 59                   |